# Desnogorsk

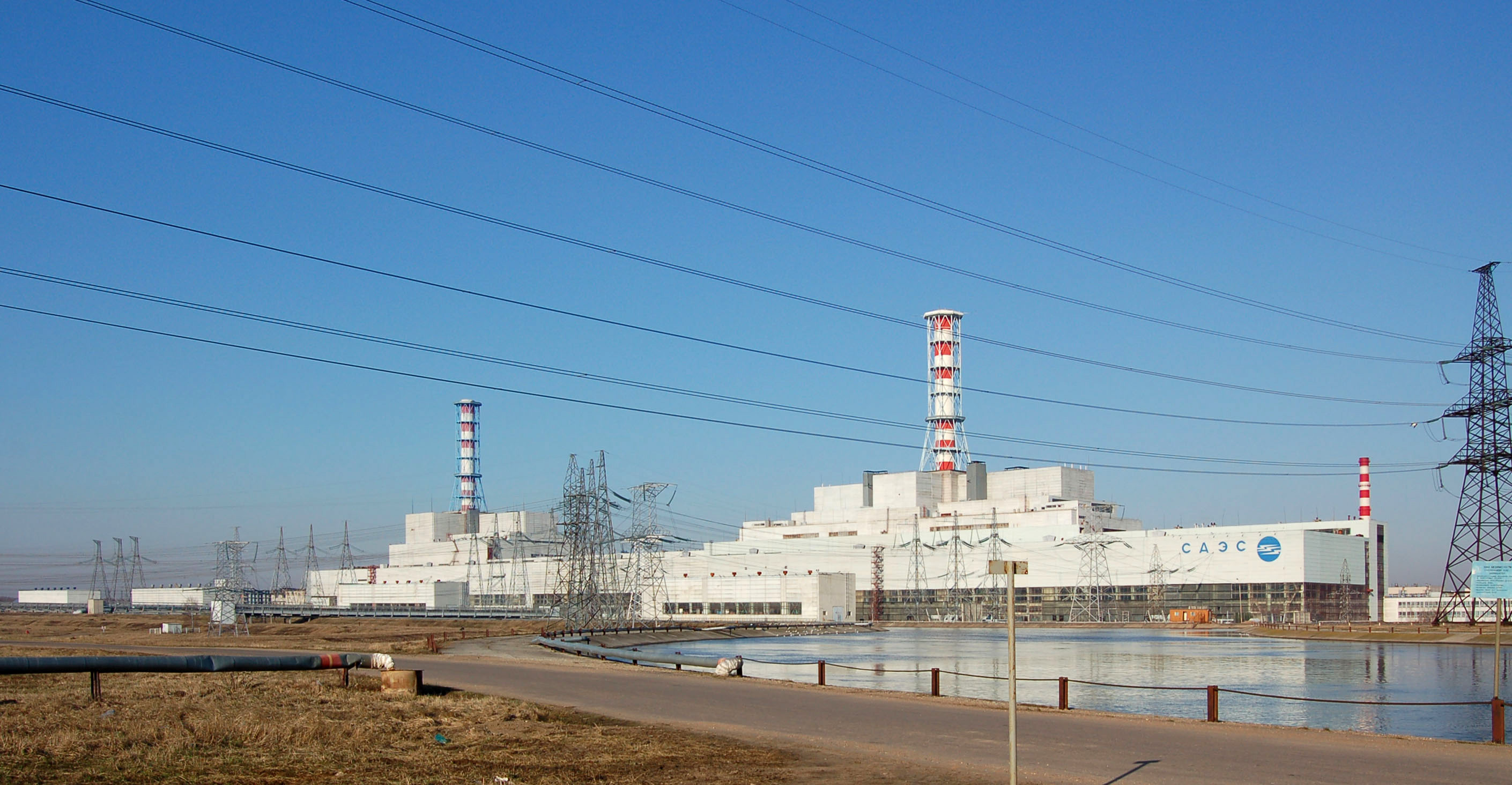
Kärnkraftverket i Desnogorsk.

Desnogorsk (ryska Десного́рск) är en stad i Smolensk oblast, Ryssland. Folkmängden uppgick till 28 517 invånare i början av 2015. Staden grundades 1974. Smolensk kärnkraftverk ligger här.